# Maskamarant
Maskamarant (Lagonosticta larvata) är en fågel i familjen astrilder inom ordningen tättingar.

## Utseende och läte
Maskamaranten är en udda och distinkt amarant med mycket olika dräkter hos hane och hona. Hanen har svart ansikte, medan färgen på undersidan varierar geografiskt från ljusgrå till ljust rosa till rosenröd. Honan är mestadels gråbrun med rödaktig anstrykning på undersidan och ljust under stjärten. Kombinationen av ljus undergump och mörk näbb är unik. Lätet består av upprepade mjuka visslingar.

## Utbredning och systematik
Maskamaranten delas in i tre distinkta underarter med följande utbredning:
- Lagonosticta larvata vinacea – förekommer från Senegal till Guinea och västra Mali
- Lagonosticta larvata nigricollis (inklusive togoensis[4]) – förekommer från centrala och södra Mali österut till sydvästra Sudan, västra och södra Sydsudan, nordöstra Demokratiska republiken Kongo och norra Uganda
- Lagonosticta larvata larvata – förekommer i sydöstra Sydan, östra Sydsudan och västra Etiopien

Sedan 2016 urskiljer Birdlife International och naturvårdsunionen IUCN vinacea och nigricollis som två egna arter, "vinröd amarant" respektive "grå amarant".

## Levnadssätt
Maskamaranten är en generellt ovanlig fågel i skogslandskap, gräsmarker och buskage, ofta nära vatten. Ibland ses den tillsammans med andra astrilder.

## Status
IUCN bedömer hotstatus för underarterna (eller arterna) var för sig, alla tre som livskraftiga.